# Силва (Шалинський міський округ)
Си́лва (рос. Сылва) — село у складі Шалинського міського округу Свердловської області.
Населення — 1330 осіб (2010, 1417 2002).
Національний склад станом на 2002 рік: росіяни — 95 %.